# 구스타우 후사크
구스타우 후사크(슬로바키아어: Gustáv Husák [ˈɡustaːw ˈɦusaːk], 1913년 1월 10일 ~ 1991년 11월 18일)는 체코슬로바키아의 인물로 체코슬로바키아 공산당 상임위원회 제1서기, 체코슬로바키아 대통령직을 역임했다.

## 일생
구스타우 후사크는 1913년에 슬로바키아 브라티슬라바에서 실업 노동자 가정에서 태어났다. 그는 16살이 되던 해에 체코슬로바키아 공산당에 가입하였다.
1933년에 브라티슬라바 법과대학에 입학해 1937년에 수석으로 졸업하였고, 졸업 이후에는 반파시즘 운동을 비롯한 당활동에 투신하다가 나치 독일의 괴뢰인 요제프 티소 정권에 의해 강제수용소에 수감되는 등 고초를 겪었다. 그러나 후사크는 곧바로 탈옥하여 슬로바키아 국민봉기에 참여했고, 1948년 클레멘트 고트발트가 신정부를 수립하자 고위관료 자격으로 행정부 내각에 참여하였다. 
1950년에는 안토닌 노보트니의 공격으로 내각에서 추방되었으며, 반역 혐의로 종신형을 선고받아 레오폴도프 교도소에 수감되었다.
동료인 알렉산데르 둡체크의 도움으로 1960년 종신형에서 해제되었으며, 1963년에는 당에 복귀하여 노보트니 지도부를 공격하였다.
1968년 프라하의 봄 사태가 발생하자 중도파를 표방하며 전국덕인 신임을 얻었고, 상임위원회는 그를 제1서기로 임명하여 권력을 부여하였다.
집권한 후사크는 1970년대 전반에 걸쳐 프라하의 봄 과정에서 발생한 무질서 행위의 수습을 주장했으며, 프라하의 봄 가담자에 대한 처벌과 사면을 동시에 진행하는 등 정치적 통제와 완화를 번갈아가며 시행했다.
1987년 미하일 고르바쵸프와 갈등이 발생한 이후 후사크는 모든 공직에서 사임하고 국가원수로서 퇴임하였으며, 1991년 심장질환이 발생해 78세의 나이로 사망하였다.
이후 밝혀진 바에 따르면 구스타우 후사크는 체코슬로바키아 공산당에서 1990년에 제명된 것으로 나타났다.

## 역대 선거 결과
| 선거명      | 직책명                  | 대수 | 정당                  | 득표율  | 득표수 | 결과 | 당락 |
| ----------- | ----------------------- | ---- | --------------------- | ------- | ------ | ---- | ---- |
| 1975년 선거 | 체코슬로바키아의 대통령 | 9대  | 체코슬로바키아 공산당 | 100.00% | 343표  | 1위  |      |
| 1980년 선거 | 체코슬로바키아의 대통령 | 9대  | 체코슬로바키아 공산당 | 100.00% | 343표  | 1위  |      |
| 1985년 선거 | 체코슬로바키아의 대통령 | 9대  | 체코슬로바키아 공산당 | 100.00% | 344표  | 1위  |      |

## 같이 보기
- 레논 벽